# Cetoscarus
Cetoscarus là một chi cá biển thuộc họ Cá mó. Các loài trong chi này có phạm vi phân bố rộng khắp các vùng biển thuộc khu vực Ấn Độ Dương - Thái Bình Dương.

## Từ nguyên
Từ định danh của chi được ghép bởi hai từ trong tiếng Hy Lạp cổ đại: cetos (κῆτος, "cá voi") và scarus (σκάρος, "cá mó"), hàm ý có lẽ đề cập đến kích thước to lớn của loài điển hình C. pulchellus (= bicolor), mà theo Smith ghi nhận là loài có kích thước lên đến 122 cm.

## Phân loại học
Trước đây, C. bicolor được cho là có phạm vi phân bố rộng khắp khu vực Ấn Độ Dương - Thái Bình Dương. Do có sự khác biệt về mặt hình thái và di truyền nên quần thể này tách ra thành hai loài riêng biệt: quần thể C. bicolor thực sự có phạm vi giới hạn ở Biển Đỏ, và quần thể còn lại ở khu vực Ấn - Thái Dương thuộc về C. ocellatus.
Tuy nhiên, dữ liệu phân tích di truyền cũng cho thấy, quần thể C. ocellatus ở Ấn Dương lại có sự khác biệt so với quần thể của chúng ở Thái Dương. Vì vậy, quần thể Ấn Dương nhiều khả năng là một loài riêng biệt, và dự kiến sẽ mang danh pháp là Cetoscarus nigropinnis trong tương lai

## Các loài
Có hai loài được công nhận là hợp lệ trong chi này, là:
- Cetoscarus bicolor (Rüppell, 1829)
- Cetoscarus ocellatus (Valenciennes, 1840)

## Hình thái và sinh thái học

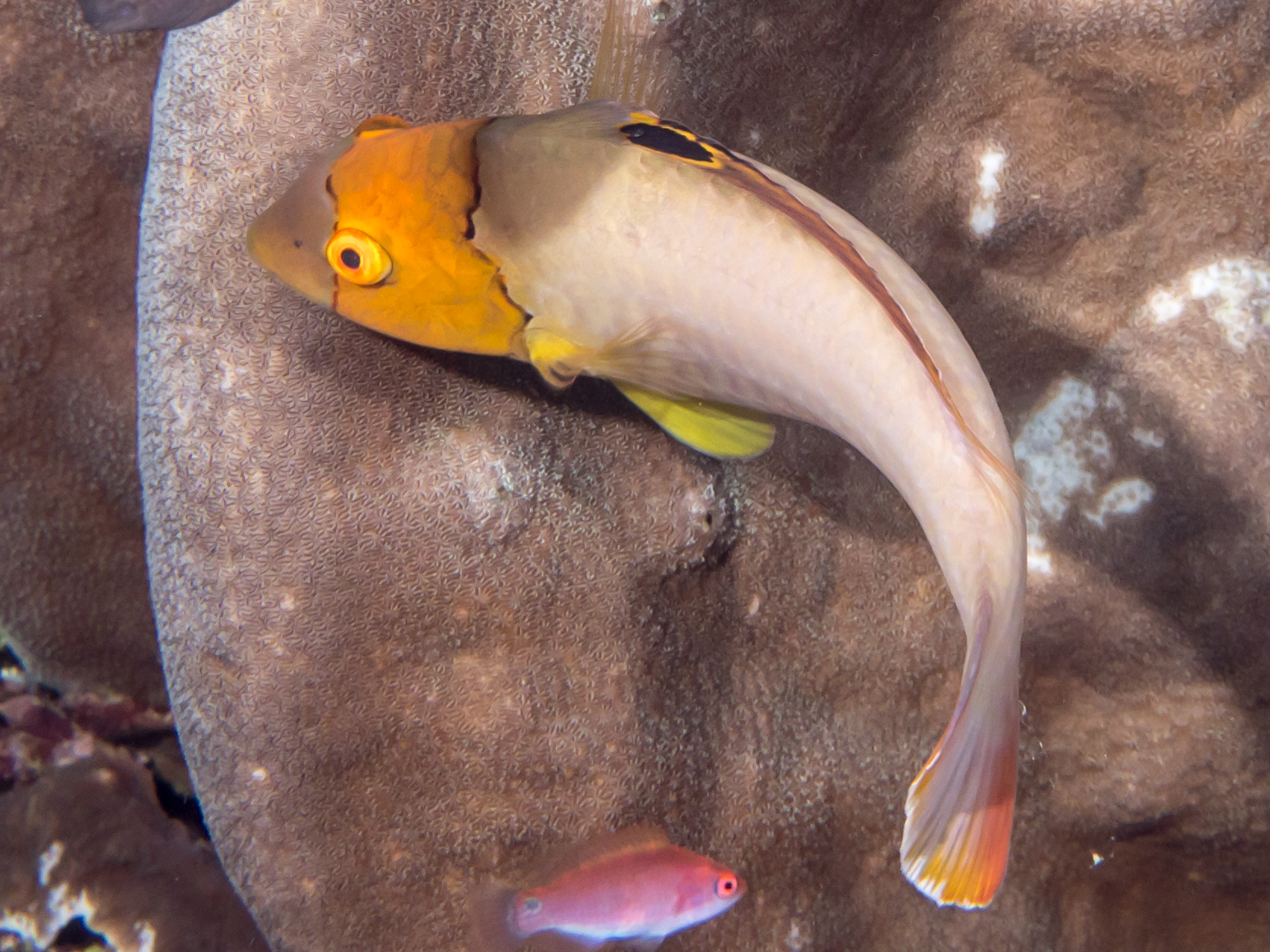
Cá con

Cả hai loài Cetoscarus đều là những loài dị hình giới tính và lưỡng tính tiền nữ (cá đực là từ cá cái chuyển đổi giới tính mà thành). Cá con và cá cái giữa hai loài rất khó phân biệt vì khá giống nhau về kiểu hình. Cá đực có thể được phân biệt qua kiểu hình của vây đuôi.
Răng của chúng hợp thành một phiến ở mỗi hàm; có 2 hàng vảy trên nắp mang.
Cá đực trưởng thành có thể sống theo chế độ hậu cung, bao gồm nhiều con cá cái cùng sống trong lãnh thổ của một con cá đực. Nếu con đực thống trị biến mất, con cái lớn nhất "chốn hậu cung" sẽ chuyển giới tính và màu sắc để trở thành con đực.

## Thương mại
Cá con được thu thập cho việc buôn bán cá cảnh, còn cá trưởng thành thường được đánh bắt để làm thực phẩm.